# Saltos ornamentais no Campeonato Mundial de Esportes Aquáticos de 2013 - Plataforma 10 m individual feminino
A prova da plataforma 10 m individual feminino dos saltos ornamentais no Campeonato Mundial de Esportes Aquáticos de 2013 foi realizada entre os dias 24 de julho e 25 de julho na Piscina Municipal de Montjuïc em Barcelona. 

## Calendário
| Fase       | Data        |
| ---------- | ----------- |
| Preliminar | 24 de julho |
| Semifinal  | 24 de julho |
| Final      | 25 de julho |

## Medalhistas
| Ouro           | Prata             | Bronze                 |
| Si Yajie (CHN) | Chen Ruolin (CHN) | Yulia Prokopchuk (UKR) |

## Resultados
Esses foram os resultados da competição.
| Pos.              | Saltadora            | Nacionalidade   | Preliminar | Preliminar | Semifinal | Semifinal | Final  | Final |
| Pos.              | Saltadora            | Nacionalidade   | Pontos     | Pos.       | Pontos    | Pos       | Pontos | Pos   |
| ----------------- | -------------------- | --------------- | ---------- | ---------- | --------- | --------- | ------ | ----- |
| Medalha de ouro   | Si Yajie             | China           | 360.35     | 1          | 341.85    | 3         | 392.15 | 1     |
| Medalha de prata  | Chen Ruolin          | China           | 350.60     | 3          | 373.65    | 1         | 388.70 | 2     |
| Medalha de bronze | Yulia Prokopchuk     | Ucrânia         | 328.25     | 4          | 302.40    | 11        | 354.40 | 3     |
| 4                 | Sarah Barrow         | Reino Unido     | 309.00     | 10         | 316.05    | 6         | 346.45 | 4     |
| 5                 | Maria Kurjo          | Alemanha        | 294.05     | 15         | 317.60    | 5         | 336.55 | 5     |
| 6                 | Pandelela Rinong     | Malásia         | 351.05     | 2          | 314.15    | 8         | 334.55 | 6     |
| 7                 | María Betancourt     | Venezuela       | 309.30     | 9          | 314.65    | 7         | 328.35 | 7     |
| 8                 | Roseline Filion      | Canadá          | 301.85     | 13         | 327.45    | 4         | 316.70 | 8     |
| 9                 | Tonia Couch          | Reino Unido     | 317.25     | 8          | 368.15    | 2         | 311.00 | 9     |
| 10                | Victoria Lamp        | Estados Unidos  | 279.25     | 18         | 312.25    | 9         | 301.20 | 10    |
| 11                | Alejandra Orozco     | México          | 303.45     | 11         | 300.10    | 12        | 298.15 | 11    |
| 12                | Laura Marino         | França          | 298.65     | 14         | 303.25    | 10        | 289.70 | 12    |
| 13                | Hanna Krasnoshlyk    | Ucrânia         | 290.25     | 16         | 294.75    | 13        | 24     | 13    |
| 14                | Amelia Cozad         | Estados Unidos  | 325.20     | 5          | 294.00    | 14        | 23     | 14    |
| 15                | Kim Jin-Ok           | Coreia do Norte | 302.55     | 12         | 291.90    | 15        | 22     | 15    |
| 16                | Brittany Broben      | Austrália       | 285.65     | 17         | 287.30    | 16        | 21     | 16    |
| 17                | Mai Nakagawa         | Japão           | 321.65     | 6          | 272.05    | 17        | 20     | 17    |
| 18                | Fuka Tatsumi         | Japão           | 320.50     | 7          | 267.80    | 18        | 19     | 18    |
| 19                | Ekaterina Petukhova  | Rússia          | 278.75     | 19         | 18        | 19        | 18     | 19    |
| 20                | Villő Kormos         | Hungria         | 278.05     | 20         | 17        | 20        | 17     | 20    |
| 21                | Yulia Timoshinina    | Rússia          | 271.20     | 21         | 16        | 21        | 16     | 21    |
| 22                | Carolina Murillo     | Colômbia        | 269.95     | 22         | 15        | 22        | 15     | 22    |
| 23                | Kieu Duong           | Alemanha        | 266.60     | 23         | 14        | 23        | 14     | 23    |
| 24                | Carol-Ann Ware       | Canadá          | 260.90     | 24         | 13        | 24        | 13     | 24    |
| 25                | Zsófia Reisinger     | Hungria         | 250.45     | 25         | 12        | 25        | 12     | 25    |
| 26                | Mara Aiacoboae       | Roménia         | 249.40     | 26         | 11        | 26        | 11     | 26    |
| 27                | Jaimee Gundry        | África do Sul   | 248.95     | 27         | 10        | 27        | 10     | 27    |
| 28                | Choe Hy-Ang          | Coreia do Norte | 246.95     | 28         | 9         | 28        | 9      | 28    |
| 29                | Cho Eun-Bi           | Coreia do Sul   | 245.45     | 29         | 8         | 29        | 8      | 29    |
| 30                | Traisy Vivien Tukiet | Malásia         | 244.95     | 30         | 7         | 30        | 7      | 30    |
| 31                | Noemi Batki          | Itália          | 244.90     | 31         | 6         | 31        | 6      | 31    |
| 32                | Kim Su-Ji            | Coreia do Sul   | 235.20     | 32         | 5         | 32        | 5      | 32    |
| 33                | Lisette Ramirez      | Venezuela       | 221.00     | 33         | 4         | 33        | 4      | 33    |
| 34                | Annia Rivera         | Cuba            | 217.20     | 34         | 3         | 34        | 3      | 34    |
| 35                | Alejandra Estrella   | México          | 197.45     | 35         | 2         | 35        | 2      | 35    |
| 36                | Linadini Yasmin      | Indonésia       | 148.85     | 36         | 1         | 36        | 1      | 36    |